# Harpactocrates meridionalis
Harpactocrates meridionalis là một loài nhện trong họ Dysderidae.
Loài này thuộc chi Harpactocrates. Harpactocrates meridionalis được miêu tả năm 1986 bởi Ferrández & Martin.